# Архиепархия Тайюаня

Тайюань на карте Китая

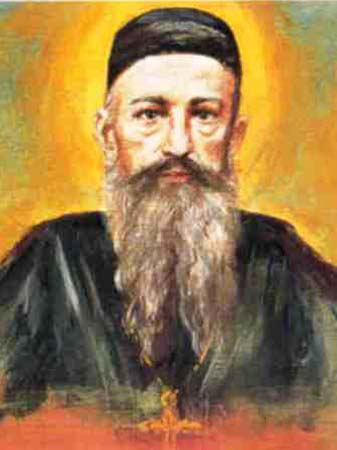
Святой Григорий Мария Грасси - первый епископ архиепархии Тайюаня

Архиепархия Тайюаня (лат. Archidioecesis Taeiuenensis) — архиепархия Римско-Католической церкви c центром в городе Тайюань, Китай. В митрополию входят епархии Датуна, Луаня, Фэньяна, Хундуна, Шочжоу, Юйцы. Кафедральным собором архиепархии Тайюаня является церковь Непорочного Зачатия Пресвятой Девы Марии.

## История
17 июня 1890 года Святой Престол учредил апостольский викариат Северного Шаньси, выделив его из апостольского викариата Шаньси (сегодня — Епархия Луаня).
9 июля 1900 года во время Ихэтуаньского восстания погиб первый епископ Тайюаня Григорий Мария Грасси. Впоследствии он был канонизирован Римским папой Иоанном Павлом II в группе 120 китайских мучеников.
3 декабря 1924 года апостольский викариат Северного Шаньси был переименован в апостольский викариат Тайюаньфу.
В 1922 и 1931 годах апостольский викариат Тайюаньфу передал часть своей территории для возведения апостольской префектуре Датунфу (сегодня — Епархия Датуна), апостольскому викариату Фэньяна (сегодня — Епархия Фэньяна), апостольской префектуре Шоучоу (сегодня — Епархия Шочжоу) и апостольской префектуре Юйцы (сегодня — Епархия Юйцы).
11 апреля 1946 года Римский папа Пий XII издал буллу Quotidie Nos, которой преобразовал апостольский викариат Тайюаньфу в архиепархию Тайюаня.
С 1981 по 1994 года архиепископом официально признанной архиепархии Тайюаня был францисканец Бонавентура Чжан Синь, который был рукоположен в священника в 1937 году. Он провёл в лагерях до своего епископства в течение 15 лет . Во время своего епископского служения он построил около 60 новых храмов, санктуарий, посвящённый Пресвятой Деве Марии, открыл духовную семинарию . В 1994 году он вышел на пенсию и умер 10 сентября 1999 года. Его преемником стал Сильвестр Ли Цзяньтан.
Священник кафедрального собора Непорочного зачатия Пресвятой Девы Марии Павел Мэн Нинъю был одним из факелоносцев олимпийского огня летней пекинской Олимпиады 2008 года . 16 октября 2010 года он стал вспомогательным епископом архиепархии Тайюаня.

## Ординарии архиепархии
- епископ святой Григорий Мария Грасси (17.06.1890 — 9.07.1900);
- епископ Агапит Август Фьорентини (16.03.1902 — 18.11.1909);
- епископ Еудженио Масси (15.02.1910 — 7.07.1916);
- епископ Агапит Август Фьорентини (7.07.1916 — 1938);
- архиепископ Доменико Лука Капоци (12.01.1940 — 1983);
- Sede vacante (c 1983 года — по настоящее время).
  - архиепископ Бонавентура Чжан Синь (1981—1994) — не признан Святым Престолом;
  - архиепископ Сильвестр Ли Цзяньтан (22.11.1994 года — по настоящее время) — не признан Святым Престолом.

## Источник
- Annuario Pontificio, Libreria Editrice Vaticana, Città del Vaticano, 2003
- Булла Quotidie Nos Архивная копия от 27 марта 2010 на Wayback Machine, AAS 38 (1946), стр. 301  (лат.)